# Wiesbaden-Nordost
Nordost is een stadsdeel van Wiesbaden. Het ligt in het noorden van deze stad. Met ongeveer 22.000 inwoners is Nordost een van de grotere stadsdelen van Wiesbaden. Dit stadsdeel staat bekend als het deel van Wiesbaden met de hoogste huizenprijzen.